# Tijerales

Dos tijerales de pendolones unidos para dar soporte a la techumbre.
Vocabulario:1: cumbrera, 2: correas, 3: cabrios. Este es un ejemplo de un "doble techo" con pares y cabrios.

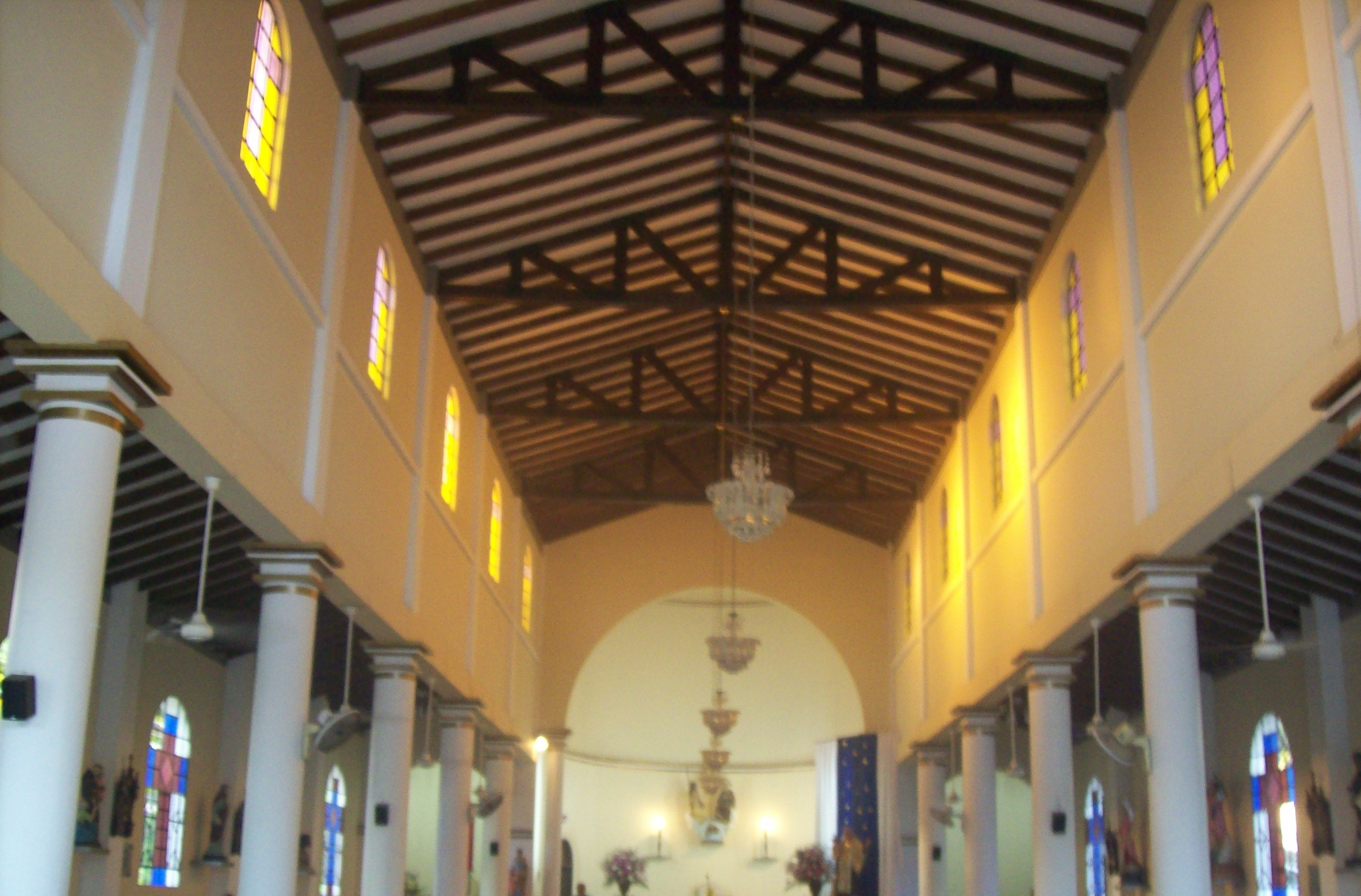
Iglesia con tijerales a la vista que sostienen el techo o cielo

Tijerales son las vigas que nacen de las soleras de los muros y que se unen en la cumbrera o viga maestra de una construcción civil, conformando la estructura sobre la que irá la techumbre. Su nombre proviene de tijera, que en arquitectura, es el cuchillo que sostiene la cubierta de un edificio y este a su vez del término tixera que se usaba en carpintería en el siglo XVIII, para definir a dos maderos atravesados en forma de aspa o cruz de San Andrés.
Los pares que forman los tijerales tienden a aplanarse por la gravedad, empujando hacia afuera a las paredes. Para crujías muy grandes y paredes delgadas, esto puede derribar las paredes. Es por ello que inicialmente se armaron pares de vigas opuestas unidas por una viga de unión horizontal, para formar así vigas acopladas denominado tijeral a par e hilera. Pero este tipo de tijeral era estructuralmente débil y, al carecer de cualquier soporte longitudinal, eran propensos a desmoronarse, un colapso resultante del movimiento horizontal. Es así que se crearían tijerales más complejos durante el Medioevo. Actualmente, los tijerales están arriostrados transversalmente en una unidad estable y rígida. Idealmente, equilibra todas las fuerzas laterales entre sí y empuja solo directamente hacia abajo sobre las paredes de soporte. En la práctica, pueden desarrollarse fuerzas laterales; por ejemplo, debido al viento, excesiva flexibilidad de la armadura, o construcciones que no se adaptan a los pequeños movimientos laterales de los extremos de la armadura.

## Historia
Los miembros superiores de un tijeral se conocen genéricamente como cumbrera, los miembros inferiores como solera o carrera. Hay dos tipos principales de cerchas de techo de madera: cerradas, en las que la cuerda inferior es horizontal y al pie de la cercha, y abiertas, en las que las cuerdas inferiores se elevan para proporcionar más espacio abierto, también conocidas como cerchas de cuerdas inferiores elevadas.

Tijeral de pendolón o tijeral latino.
Vocabulario: 1: pendolón, 2: tirante, 3: par, 4: tornapuntas.

Tijerales de péndola.
Vocabulario: 1: péndolas, 2: tirante, 3: puente, 4: pares.

### Tijerales cerrados
La distinción cerrado/abierto se usa de dos maneras para describir los techos de vigas.
Armadura cerrada:
1. Un tijeral con una viga de amarre denominada tirante; o
2. Entramado de la techumbre con techo para que el entramado no sea visible.

Armazón abierto:
1. Un tijeral con un tirante interrumpido o una cercha de tijera que permite un área de techo abovedado; o
2. Entramado de la cubierta abierta a la vista, no oculta por un techo

### Tijeral de pendolón
Un tijeral con pendolón tiene dos vigas principales llamadas pares, una viga de amarre denominada tirante y un pendolón vertical central. El más simple de los tijerales, se usa comúnmente junto con dos tornapuntas.
El pendolón suele estar bajo tensión y requiere uniones bastante sofisticadas con el par y tirante. En una variación conocida como cercha de perno rey (varilla), el pendolón se reemplaza por un perno de metal (varilla), generalmente de hierro forjado.

### Tijeral de péndola
Un tijeral de péndola tiene dos pares y dos péndolas verticales. El tijeral de péndola extiende la luz y, combinado con las juntas empalmadas en los miembros más largos, extiende la luz útil de los tijerales de este tipo. Al igual que con un pendolón, las péndolas pueden reemplazarse con varillas de hierro y, por lo tanto, se denominan vigas de armadura de varilla de reina. Este tijeral a menudo se conoce como palladiana (tijeral Palladiano) en Italia, ya que fue utilizada con frecuencia por el arquitecto renacentista Andrea Palladio y se define por ser una armadura con pendolones y péndolas en el mismo conjunto.
El tijeral de péndola y la cercha de pendolón se pueden combinar mediante el uso de la viga puente del tijeral de péndola como tirante para el tijeral de pendolón que va encima. Estas combinaciones se conocen como tijerales compuestos.

## Festejo

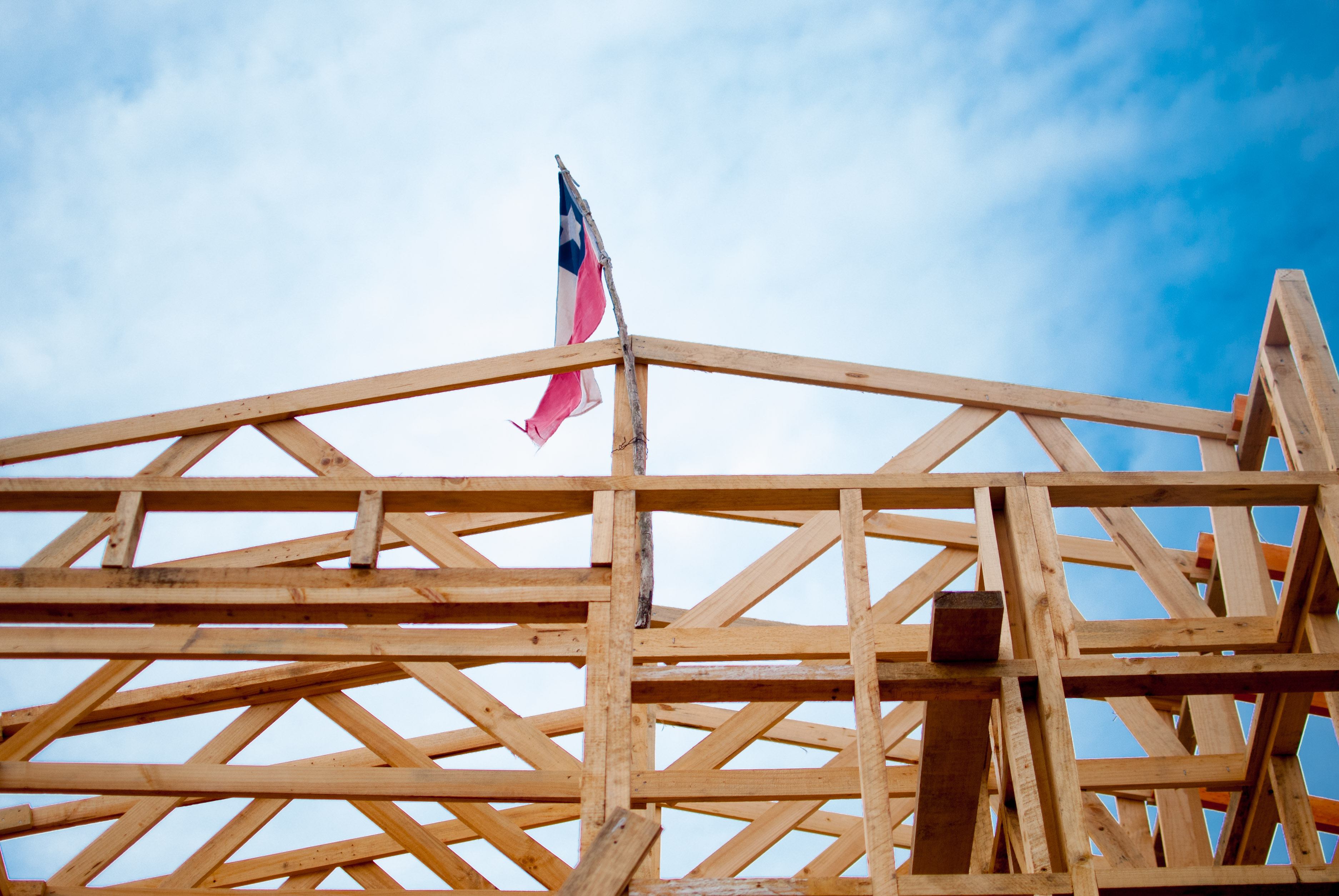
Bandera chilena colocada en los «tijerales» de una construcción

En Chile se llama tijerales a la costumbre de festejar —generalmente en la forma de asados— cada vez que los tijerales o cerchas se han instalado en una construcción. Esta costumbre de origen europeo, llamada topping out en inglés, se remonta a los tiempos de la prehistoria cuando se colocaba un árbol en la techumbre para aplacar los malos espíritus y como reconocimiento a los espíritus del bosque por haber aportado la madera. Esta tradición fue traída a América por los carpinteros alemanes y escandinavos.
En edificaciones de hormigón, se realiza cuando se ha terminado la obra gruesa pues se considera que la obra está prácticamente terminada. La importancia es que toda construcción que llega a este punto (postura de techo o cubierta) ya se puede autosustentar y conservar en el tiempo, aunque deba ser detenida la construcción. De no alcanzarse este punto, se debe parar la construcción pues las fuerzas de la naturaleza destruirán los avances.
En esta celebración se coloca espontáneamente la bandera chilena, en la quilla o parte más alta de los tijerales. Este festejo tiene un carácter casi ceremonial en el ambiente de la construcción, de modo que se cree que el no realizarlo traerá mala suerte tanto a la construcción como al propietario o mandante. Por esta razón participan todos los obreros involucrados directamente en la construcción, así como sus superiores más directos —capataces, jefes de obra, proyectistas, etcétera—. En ocasiones, y dependiendo de la importancia de la obra, los miembros ejecutivos de la o las empresas relacionadas con la construcción pueden hacerse presentes, incluso el propietario del inmueble, quien debe financiar todo el festejo.
Dependiendo de los recursos involucrados, esta fiesta puede ir desde carne a la parrilla, acompañada de vino, hasta música bailable. Si bien al hablar de un tijeral se suele referir a los festejos post-construcción mencionados, no es raro que se use el mismo nombre para referirse a toda clase de celebración que siga a la finalización de alguna clase de trabajo, no necesariamente relacionado con una construcción.

### Variaciones
En Chiloé, la colocación de tijerales se considera un hito en la construcción de una casa y a menudo se usa como referencia para el avance, pero el festejo suele postergarse hasta cuando está puesta la «cumbrera», una franja que une las dos aguas del techo. En ese momento se hace un festejo en que participan los dueños de la nueva casa, sus familiares y todos los que ayudaron a construirla.